# Garri Kimovics Kaszparov
 Ez a cikk a sakkjátszmák algebrai lejegyzését alkalmazza.
Garri Kimovics Kaszparov (oroszul: Гарри Кимович Каспаров, született Garri Vajnstejn (héberül: גארי ויינשטיין; Baku, 1963. április 13. –) örmény-zsidó származású szovjet, majd oroszországi sakkozó, nemzetközi nagymester, korábbi sakkvilágbajnok (1985–2000), csapatban nyolcszoros, egyéniben hétszeres sakkolimpiai bajnok, kétszeres szovjet bajnok (1981, 1988), Oroszország bajnoka (2004), 11-szeres Sakk-Oscar-díjas, FIDE mesteredző (2009), író és politikai aktivista. 2008-ban jelölt volt  az oroszországi elnökválasztáson. 2013-tól horvát állampolgársággal is rendelkezik.
1985-ben 22 évesen a legfiatalabb sakkvilágbajnok lett, amely rekordot 2024-ig tartott. 1993-ig a FIDE hivatalos világbajnoka volt, ekkor azonban vitába keveredett a FIDE-vel, és önálló szervezetet hozott létre, a Professzionális Sakkozók Szövetségét (PCA). E szervezet világbajnoka (a „klasszikus sakkvilágbajnok”) volt 2000-ig, amikor Vlagyimir Kramnyik legyőzte.
Kaszparov volt az első sakkvilágbajnok, aki 1997-ben hivatalos páros mérkőzésen szabályos időellenőrzés mellett vereséget szenvedett egy számítógéptől, a Deep Bluetól.
Kivételes játékerejére jellemző, hogy 1986-tól 2005-ben történt visszavonulásáig folyamatosan vezette a FIDE Élő-pont listáját. Sokáig övé volt a sakk történetének eddig legmagasabb FIDE Élő-pontszáma: 2851, míg ezt a rekordját a norvég Magnus Carlsen meg nem döntötte, akinek jelenlegi rekordja már 2882 Élő-pont.
2005. március 10-én jelentette be, hogy felhagy a sakkal, és politikával illetve írással fog foglalkozni. Létrehozta az Egyesült Civil Front mozgalmat, és csatlakozott a Vlagyimir Putyin elnök politikáját ellenző A Másik Oroszország koalícióhoz. A koalíció kongresszusán 2007. szeptember 30-án a 498 szavazatból 379-et elnyerve A Másik Oroszország elnökjelöltje lett. 2008-ban a „Szolidaritás” Egyesült Demokratikus Mozgalom egyik alapítója és vezetőségének tagja lett, majd 2013-ban a vezetőségből kilépett. 2012-ben beválasztották az orosz ellenzék Koordinációs Tanácsába. 2013. júniusban bejelentette, hogy elhagyja Oroszországot, és a Putyin elleni harcot a nemzetközi színtéren folytatja. 2011 óta vezetője a New York-i székhelyű Emberi Jogi Alapítványnak. Politikai támogatottsága azonban Putyinéhoz mérve alacsony. A rendőrség több alkalommal előállította Putyin-ellenes tüntetéseket követően.
2014-ben elindult a Nemzetközi Sakkszövetség (FIDE) elnökválasztáson, de alulmaradt Kirszan Iljumzsinovval szemben.
Több sakkal foglalkozó könyvet írt, amelyek közül a legjelentősebb a Kasparov on My Great Predecessors című könyvsorozata, amely Wilhelm Steinitztől Anatolij Karpovig az összes sakkvilágbajnok és még számos más erős sakkjátékos játékának ismertetését foglalja össze.
2005-ben beválasztották a World Chess Hall of Fame (Sakkhírességek Csarnoka) tagjai közé.
2017 júliusában bejelentette visszatérését, és elindul az 5. Sinquefield-kupa részeként rendezett rapid- és villámversenyen Saint Louisban augusztus 13–20. között.

## Korai pályája
Garri Vajnstejn néven született (cirill írással: Гарри Вайнштейн) örmény anyától és zsidó apától Bakuban, az Azerbajdzsáni SZSZK-ban, amely a Szovjetunió része volt. Szülei gyakran oldottak meg újságban megjelenő sakkfeladványokat. Ötéves korában Garri az egyiket magától megoldotta, és apja ekkor kezdte el komolyabban megismertetni a sakkjáték rejtelmeivel. Édesapja hétéves korában meghalt. Tizenkét éves korában a Vajnstejn nevet anyja, saját örmény családi nevére íratta át – egyidejűleg a Kaszparjant az oroszos Kaszparovra változtatva.
Hétéves korától a bakui úttörőpalotában foglalkoztak vele, majd tízéves korától, 1973–1978 között Mihail Botvinnik sakkiskolájában tanulta a sakkot. Csakhamar az exvilágbajnok egyik kedvenc tanítványa lett, akivel külön is foglalkozott, és Kaszparov játékát Aljechinéhez hasonlította. 1976-ban Kaszparov Tbilisziben 9 pontból hetet elérve megnyerte a Szovjet Ifjúsági Bajnokságot, s ezzel a valaha élt legfiatalabb bajnok lett. A következő évben ismét nyert, ezúttal már 8,5 pontot szerezve a 9-ből. Ebben az időszakban edzője, Alekszandr Ivanovics Sakarov segítette.
1978-ban részt vett Minszkben a Szokolszkij-emlékversenyen, ahova kivételesen hívták meg a 15 éves fiút, de megnyerte és sakkmesteri fokozatot szerzett. Kaszparov utóbb többször mondta, hogy ez az esemény jelentett fordulatot az életében, meggyőzte arról, hogy a sakkozást válassza pályájául, sőt azt a reményt is felébresztette benne, hogy világbajnok lehet.
Először 15 évesen, 1978-ban nyert jogot a daugavpilsi 64-résztvevős svájci rendszerű tornán elért eredményével, ahol 1. helyezést ért el, hogy részt vegyen a szovjet bajnokság döntőjében. Erre a szintre ilyen fiatalon máig sem jutott játékos. 1981-ben nyert először szovjet bajnokságot, majd ezt az eredményét 1988-ban sikerült megismételnie. A Szovjetunió felbomlása után, 2004-ben Oroszország bajnoka lett.
Villámgyorsan emelkedett a FIDE Élő-pont ranglistáján. 1979-ben, még pontozatlanul, nagymesterversenyen vett részt a jugoszláviai Banja Lukában, amelyet megnyert, és 2595 Élő-pontos feltételes minősítést nyert. Már ez elég volt arra, hogy a csúcsmezőnybe röpítse. (Ebben az időben a harmadiknak rangsorolt játékosnak, a volt világbajnok Borisz Szpasszkijnak 2630, a világbajnok Anatolij Karpovnak 2690-2700 pontja volt.) A következő évben Kaszparov megnyerte a 20 év alatti sakkozók számára kiírt junior sakkvilágbajnokságot Dortmundban, majd még ugyanebben az évben a máltai Vallettában rendezett sakkolimpián a győztes orosz csapat második tartalékaként ért el kiváló eredményt, és nagymesteri szintet.

## Világbajnok

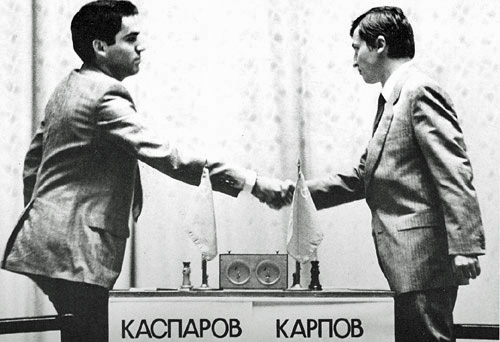
Kaszparov–Karpov mérkőzés, Moszkva 1985.

A világbajnoki versenysorozatban már az első alkalommal egészen a döntőig jutott. Miután megnyerte az 1982-ben Moszkvában rendezett zónaközi versenyt, a párosmérkőzések során először Beljavszkij ellen győz 6–3 arányban, majd az elődöntőben Korcsnojt veri 7–4-re, és a világbajnokjelöltek versenysorozatának döntőjében az exvilágbajnok Szmiszlov ellen is meggyőzően, veretlenül 8,5–4,5 arányban győzedelmeskedik. 1984-ben már a felnőtt világbajnoki címért szállt harcba Anatolij Karpovval. Ez a mérkőzés minden idők leghosszabb páros-mérkőzése volt – közel 6 hónapig tartott – amelyet az akkori FIDE elnök, Florencio Campomanes Karpov 5–3-as vezetésénél a 48. játszma után félbe szakított, és új meccsre szólította fel őket. Kaszparov 13–11 arányban megnyerte az 1985 novemberében megismételt mérkőzést, ezzel 22 évesen a sakktörténet legfiatalabb világbajnoka lett.
Világbajnoki címét öt alkalommal is sikeresen megvédte, és csak 15 év elteltével, 2000-ben Vlagyimir Kramnyiktól szenvedett vereséget. Anatolij Karpovval szemben három alkalommal, minimális arányban, de sikeresen védte meg címét. 1986-ban 12,5–11,5-re győz, 1987-ben 12–12-es döntetlent értek el, amely a világbajnok számára a cím megvédését jelentette, míg 1990-ben ismét 12,5–11,5 arányban győzött. A klasszikus sakkvilágbajnoksági sorozatban 1993-ban 12,5–7,5 arányban meggyőzően verte az angol Nigel Short-ot 12,5–7,5-re, és 1995-ben 10,5–7,5 arányban az indiai Visuvanádan Ánand ellen védi meg címét 10,5–7,5-re.
Világbajnoki címét 2000-ben Vlagyimir Kramnyik ellen veszítette el, amikor a Londonban játszott párosmérkőzésükön 8,5–6,5 arányban vereséget szenvedett tőle.

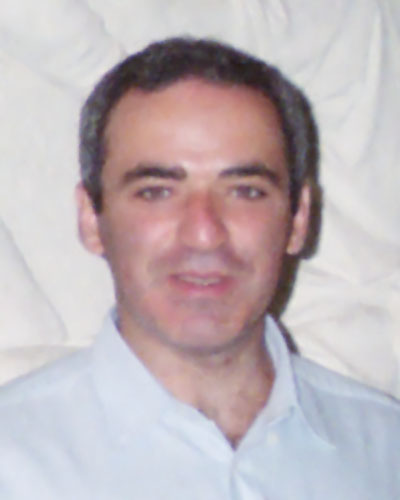
Drezda, 2001

## Játékereje
A sakktörténelem második legmagasabb Élő-pontszámával is ő büszkélkedhet, 1993 márciusában a chessmetrics.com honlap szerint 2886 ponton állt. Ennél több ponttal eddig csak Bobby Fischer rendelkezett, 2895 ponttal, amelyet 1971. októberben ért el. 1982. szeptembertől 2004. októberig három hónap kivételével (263 hónapban a 266-ból) folyamatosan a világranglista élén állt. 1981-től 2005-ig ahol elindult, minden jelentős versenyen nyert, vagy legalább az első három között végzett, ám az év legerősebb tornáján, Linaresben óriási szenzációt keltett azzal, hogy az utolsó partija után a sajtótájékoztatón bejelentette felhagy a sakkozással, és politikai pályáját kívánja tovább építeni.

## Stratégiája
Kaszparov totális sakkot játszott, szinte lehetetlen volt felkészülni ellene. Briliáns és mély kombinatív stílusa, lenyűgöző stratégiai játszmái, számtalan újítása mellett a pszichológiai hadviseléshez is értett. Ötszáznál több változatát játszotta a szicíliai védelemnek.

## Magánélete
Háromszor nősült, és minden házasságából született gyermeke.
1989-ben házasodott meg először, felesége az Inturiszt tolmács-fordítója, Marija Andropova volt, akivel három évvel korábban ismerkedett meg. 1992-ben született Polina nevű lányuk. 1993-ban váltak el. Később a volt felesége a kislányukkal az Amerikai Egyesült Államokba költözött.
1996-ban Kaszparov feleségül vette a 18 éves közgazdász-hallgatót, Julia Vovkot. Ugyanennek az évnek a végén született fiúgyermekük, Vadim. 2005-ben váltak el.
2005-ben házasodott meg harmadszor. Felesége a szentpétervári Darja Taraszova. 2006-ban született lányuk Aida.
2013-ban lett állampolgárságért folyamodott, de elutasító választ kapott. 2014. februárban horvát állampolgárságot kapott. 15 éve rendelkezik Makarskán egy házzal, ahol a nyarakat tölti. Jól beszél horvát nyelven.

## Versenyeredményei
| Év   | Város           | Verseny                          | +  | − | =  | Eredmény | Helyezés |
| ---- | --------------- | -------------------------------- | -- | - | -- | -------- | -------- |
| 1975 | Vilnius         | Szovjet ifjúsági bajnokság       | 4  | 2 | 3  | 5½/9     | 8—10     |
| 1976 | Tbiliszi        | Szovjet ifjúsági bajnokság       | 5  | 0 | 4  | 7/9      | 1        |
|      | Wattignies      | U18 kadétvilágbajnokság          | 5  | 2 | 2  | 6/9      | 3—6      |
| 1977 | Riga            | Szovjet ifjúsági bajnokság       | 8  | 0 | 1  | 8½/9     | 1        |
|      | Cagnes-sur-Mer  | U17 kadétvilágbajnokság          | 6½ | 2 | 3  | 7/11     | 3        |
| 1978 | Minszk          | Szokolszkij-emlékverseny         | 11 | 2 | 4  | 13/17    | 1        |
|      | Daugavpils      | Szovjet bajnokság (elődöntő)     | 6  | 1 | 6  | 9/13     | 1        |
|      | Tbiliszi        | 46. szovjet sakkbajnokság 1978   | 4  | 4 | 9  | 8½/17    | 9        |
| 1979 | Banja Luka      | Nemzetközi verseny               | 8  | 0 | 7  | 11½/15   | 1        |
|      | Minszk          | 47. szovjet sakkbajnokság 1979   | 6  | 3 | 8  | 10/17    | 3—4      |
| 1980 | Baku            | Baku 1980 nemzetközi verseny     | 8  | 0 | 7  | 11½/15   | 1        |
|      | Dortmund        | Junior sakkvilágbajnokság        | 8  | 0 | 5  | 10½/13   | 1        |
| 1981 | Moszkva         | Nemzetközi verseny               | 3  | 1 | 9  | 7½/13    | 2—4      |
|      | Tilburg         | Nemzetközi verseny               | 3  | 3 | 5  | 5½/11    | 6—8      |
|      | Frunze          | 49. szovjet sakkbajnokság 1981   | 10 | 2 | 5  | 12½/17   | 1—2      |
|      | Bugojno         | Nemzetközi verseny               | 6  | 0 | 7  | 9½/13    | 1        |
| 1982 | Moszkva         | Zónaközi verseny1982 (Moszkva)   | 7  | 0 | 6  | 10/13    | 1        |
|      | Nikšić          | Nemzetközi verseny               | 9  | 1 | 4  | 11/14    | 1        |
|      | Brüsszel        | Brüsszel 1986 nemzetközi verseny | 6  | 1 | 3  | 7½/10    | 1        |
| 1987 | Brüsszel        | Nemzetközi verseny               |    |   |    | 8½/11    | 1—2      |
| 1988 | Amszterdam      | Nemzetközi verseny               | 6  | 0 | 6  | 9/12     | 1        |
|      | Belfort         | Nemzetközi verseny               | 9  | 1 | 5  | 11½/15   | 1        |
|      | Moszkva         | 55. szovjet sakkbajnokság 1988   | 6  | 0 | 11 | 11½/17   | 1—2      |
|      | Reykjavík       | Nemzetközi verseny               | 6  | 1 | 10 | 11/15    | 1        |
| 1989 | Barcelona       | Nemzetközi verseny               | 7  | 1 | 8  | 11/16    | 1—2      |
|      | Skellefteå      | Nemzetközi verseny               | 4  | 0 | 11 | 9½/15    | 1—2      |
|      | Tilburg         | Nemzetközi verseny               | 10 | 0 | 4  | 12/14    | 1        |
|      | Belgrád         | Nemzetközi verseny               |    |   |    | 9½/11    | 1        |
| 1990 | Linares         | Nemzetközi verseny               | 6  | 1 | 4  | 8/11     | 1        |
| 1991 | Linares         | Linares1991 nemzetközi verseny   | 6  | 1 | 6  | 9/13     | 2        |
|      | Amszterdam      | Nemzetközi verseny               | 2  | 0 | 7  | 5½/9     | 3—4      |
|      | Tilburg         | Nemzetközi verseny               | 7  | 1 | 6  | 10/14    | 1        |
|      | Reggio Emilia   | Nemzetközi verseny               | 3  | 1 | 5  | 5½/9     | 2—3      |
| 1992 | Linares         | Nemzetközi verseny               | 7  | 0 | 6  | 10/14    | 1        |
|      | Dortmund        | Nemzetközi verseny               | 5  | 2 | 2  | 6/9      | 1—2      |
| 1993 | Linares         | Nemzetközi verseny               | 7  | 0 | 6  | 10/13    | 1        |
| 1994 | Amszterdam      | Nemzetközi verseny               | 3  | 1 | 2  | 4/6      | 1        |
|      | Novgorod        | Nemzetközi verseny               | 4  | 0 | 6  | 7/10     | 1—2      |
|      | Horgen (Zürich) | Nemzetközi verseny               | 6  | 0 | 5  | 8½/11    | 1        |
| 1995 | Riga            | Мемориал Таля                    | 5  | 0 | 5  | 7½/10    | 1        |
|      | Horgen (Zürich) | Nemzetközi verseny               | 1  | 1 | 8  | 5/10     | 5        |
|      | Novgorod        | Nemzetközi verseny               | 4  | 0 | 5  | 6½/9     | 1        |
| 1996 | Amszterdam      | Nemzetközi verseny               | 5  | 1 | 3  | 6½/9     | 1—2      |
|      | Dos Hermanas    | Nemzetközi verseny               | 3  | 1 | 5  | 5½/9     | 3—4      |
|      | Las Palmas      | Nemzetközi verseny               | 3  | 0 | 7  | 6½/10    | 1        |
| 1997 | Linares         | Nemzetközi verseny               | 7  | 1 | 3  | 8½/11    | 1        |
|      | Novgorod        | Nemzetközi verseny               | 4  | 1 | 5  | 6½/10    | 1        |
|      | Tilburg         | Nemzetközi verseny               | 6  | 1 | 4  | 8/11     | 1—3      |
| 1998 | Tel-Aviv        | Csapatmérközés Izrael ellen      |    |   |    | 7/8      |          |
|      | Linares         | Nemzetközi verseny               | 1  | 0 | 11 | 6½/12    | 3—4      |
| 1999 | Wijk aan Zee    | Nemzetközi verseny               | 8  | 1 | 4  | 10/13    | 1        |
|      | Linares         | Nemzetközi verseny               | 7  | 0 | 7  | 10½/14   | 1        |
|      | Szarajevó       | Nemzetközi verseny               | 5  | 0 | 4  | 7/9      | 1        |
| 2000 | Wijk aan Zee    | Nemzetközi verseny               | 6  | 0 | 7  | 9½/13    | 1        |
|      | Linares         | Nemzetközi verseny               | 2  | 0 | 8  | 6/10     | 1        |
|      | Szarajevó       | Nemzetközi verseny               | 6  | 0 | 5  | 8½/11    | 1        |
| 2001 | Wijk aan Zee    | Nemzetközi verseny               | 5  | 0 | 8  | 9/13     | 1        |
|      | Linares         | Nemzetközi verseny               | 5  | 0 | 5  | 7½/10    | 1        |
|      | Asztana         | Nemzetközi verseny               | 4  | 0 | 6  | 7/10     | 1        |
| 2002 | Linares         | Nemzetközi verseny               | 4  | 0 | 8  | 8/12     | 1        |
| 2003 | Linares         | Nemzetközi verseny               | 2  | 1 | 9  | 6½/12    | 3—4      |
| 2004 | Linares         | Nemzetközi verseny               | 1  | 0 | 11 | 6½/12    | 2—3      |
|      | Moszkva         | 57. orosz sakkbajnokság 2004     | 5  | 0 | 5  | 7½/10    | 1        |
| 2005 | Linares         | Nemzetközi verseny               | 5  | 1 | 6  | 8/12     | 1        |

## Párosmérkőzései
| Év      | Város            | Verseny                                                    | + | − | =  | Eredmény |
| ------- | ---------------- | ---------------------------------------------------------- | - | - | -- | -------- |
| 1983    | Moszkva          | Világbajnokjelöltek versenye negyeddöntő А. Beljavszkijjal | 4 | 1 | 4  | 6–3      |
|         | London           | Világbajnokjelöltek versenye elődöntő V. Korcsnojjal       | 4 | 1 | 6  | 7–4      |
| 1984    | Vilnius          | Világbajnokjelöltek versenye döntő V. Szmiszlovval         | 4 | 0 | 9  | 8½–4½    |
| 1984/85 | Moszkva          | 1984-es sakkvilágbajnokság A. Karpovval (félbeszakadt)     | 3 | 5 | 40 | 23–25    |
| 1985    | Hamburg          | Párosmérkőzés Robert Hübnerrel                             | 3 | 0 | 3  | 4½–1½    |
|         | Belgrád          | Párosmérkőzés Ulf Anderssonnal                             | 2 | 0 | 4  | 4–2      |
|         | Moszkva          | 1985-ös sakkvilágbajnokság A. Karpovval                    | 5 | 3 | 16 | 13–11    |
|         | Hilversum        | Párosmérkőzés Jan Timmannal                                | 3 | 1 | 2  | 4–2      |
| 1986    | Basel            | Párosmérkőzés Antony Milesszal                             | 5 | 0 | 1  | 5½–½     |
|         | London/Leningrád | 1986-os sakkvilágbajnokság A. Karpovval                    | 5 | 4 | 15 | 12½–11½  |
| 1987    | Sevilla          | 1987-es sakkvilágbajnokság A. Karpovval                    | 4 | 4 | 16 | 12–12    |
| 1989    | New York         | Mérkőzés a „Deep Thought” számítógéppel                    | 2 | 0 | 0  | 2–0      |
| 1990    | New York/Lyon    | 1990-es sakkvilágbajnokság A. Karpovval                    | 4 | 3 | 17 | 12½–11½  |
| 1993    | London           | 1993-as klasszikus sakkvilágbajnokság Nigel Shorttal       | 6 | 1 | 13 | 12½–7½   |
| 1995    | London           | 1995-ös klasszikus sakkvilágbajnokság Visuvanádan Ánanddal | 4 | 1 | 13 | 10½–7½   |
| 1996    | Philadelphia     | Mérkőzés a Deep Blue számítógéppel                         | 3 | 1 | 2  | 4–2      |
| 1997    | New York         | Mérkőzés a Deep Blue számítógéppel                         | 1 | 2 | 3  | 2½–3½    |
| 2000    | London           | 2000-es klasszikus sakkvilágbajnokság V. Kramnyikkal       | 0 | 2 | 13 | 6½–8½    |
| 2003    | New York         | Mérkőzés a Deep Junior számítógépes programmal             | 1 | 1 | 4  | 3–3      |
|         | New York         | Mérkőzés a Deep Fritzszámítógépes programmal               | 1 | 1 | 2  | 2–2      |
| 2009    | Valencia         | Villámsakk párosmérkőzés A. Karpovval                      |   |   |    | 9–3      |

## Csapatszereplései

### Sakkolimpia
Nyolc sakkolimpián vett részt, négy alkalommal a Szovjetunió, négy alkalommal Oroszország csapatában. Csapatban mind a nyolc alkalommal aranyérmet szerzett, emellett egyéniben még hét arany, két ezüst és két bronzérmet nyert. Ezzel a teljesítményével minden idők legtöbb sakkolimpiai érmét nyerte.
| Év   | Olimpia         | Helyszín                           | Ország      | Élő-p. | Tábla   | Győzelem | Vereség | Döntetlen | %    | Telj.ért. | Helyezés csapat | Helyezés egyéni       |
| ---- | --------------- | ---------------------------------- | ----------- | ------ | ------- | -------- | ------- | --------- | ---- | --------- | --------------- | --------------------- |
| 1980 | 24. sakkolimpia | La Valletta · ( Málta)             | Szovjetunió | 2595   | 2.tart. | 8        | 1       | 3         | 79,2 | 2650      | Aranyérem       | Bronzérem             |
| 1982 | 25. sakkolimpia | Luzern · ( Svájc)                  | Szovjetunió | 2675   | 2.      | 6        | 0       | 5         | 77,3 | 2765      | Aranyérem       | Bronzérem             |
| 1986 | 27. sakkolimpia | Dubaj · ( Egyesült Arab Emírségek) | Szovjetunió | 2740   | 1.      | 7        | 1       | 3         | 77,3 | 2746      | Aranyérem       | Aranyérem · Aranyérem |
| 1988 | 28. sakkolimpia | Szaloniki · ( Görögország)         | Szovjetunió | 2760   | 1.      | 7        | 0       | 3         | 85   | 2877      | Aranyérem       | Aranyérem · Aranyérem |
| 1992 | 30. sakkolimpia | Manila · ( Fülöp-szigetek)         | Oroszország | 2780   | 1.      | 7        | 0       | 3         | 85   | 2908      | Aranyérem       | Aranyérem · Aranyérem |
| 1994 | 31. sakkolimpia | Moszkva · ( Oroszország)           | Oroszország | 2805   | 1.      | 4        | 1       | 2         | 65   | 2755      | Aranyérem       | 17.                   |
| 1996 | 32. sakkolimpia | Jereván · ( Örményország)          | Oroszország | 2785   | 1.      | 5        | 0       | 4         | 77,8 | 2873      | Aranyérem       | Aranyérem · Ezüstérem |
| 2002 | 35. sakkolimpia | Bled · ( Szlovénia)                | Oroszország | 2838   | 1.      | 6        | 0       | 3         | 83,3 | 2933      | Aranyérem       | + 4.                  |

### Európa-bajnokság
Két alkalommal vett részt a sakkcsapat Európa-bajnokságon. Először 1980-ban a Szovjetunió csapatával, másodszor 1992-ben Oroszország csapatával. Ezeken csapatban két arany, egyéniben két arany és egy ezüstérmet szerzett.

## Sakkelméleti munkássága
Az alábbi megnyitási változatok őrzik a nevét:
- Caro–Kann-védelem Kaszparov-támadás (ECO B17): 1.e4 c6 2.d4 d5 3.Hc3 dxe4 4.Hxe4 Hd7 5.Hf3 Hgf6 6.Hg3
- Vezérindiai védelem Kaszparov-változat (ECO E12): 1.d4 Hf6 2.c4 e6 3.Hf3 b6 4.Hc3
- Vezérindiai védelem Kaszparov–Petroszján-változat (ECO E12): 1.d4 Hf6 2.c4 e6 3.Hf3 b6 4.Hc3 Fb7 5.a3

## Megjelent művei
Orosz nyelven
- Сицилианская защита : Схевенинген. Moszkva : Физкультура и спорт, 1984. 240 с. (Теория дебютов). (В соавторстве с А. С. Никитиным)
- Испытание временем. Baku : Азернешр, 1985. 297 с., [12] л. ил.
- Два матча : Матч и матч-реванш на первенство мира. Moszkva : Физкультура и спорт, 1987. 254, [2] с., [16] л. ил.
- Безлимитный поединок. Moszkva : Физкультура и спорт, 1989. 190, [2] с., [24] л. ил. ISBN 5-278-00297-2. (2-е изд.: Moszkva : Интербук, 1990. 189, [3] с., [8] л. ил. ISBN 5-7664-0144-2.)
- Мои великие предшественники. Moszkva : РИПОЛ Классик, 2003—2006. (Великие шахматисты мира):

От Стейница до Алехина. 2003. 508 с., [16] л. ил. ISBN 5-7905-1997-0. (Доп. тираж 2005).
От Эйве до Таля. 2003. 526, [1] с., [32] л. ил. ISBN 5-7905-1996-2.
От Петросяна до Спасского. 2004. 381, [1] с., [24] л. ил. ISBN 5-7905-2979-8.
Фишер и звезды Запада. 2005. 542, [1] с., [24] л. ил. ISBN 5-7905-3317-5.
Карпов и Корчной. 2006. 526, [1] с., [24] л. ил. ISBN 5-7905-4206-9.
- Позиция. Moszkva: ОГИ, 2005. ISBN 5-94282-353-7, 9785942823535
- Дебютная революция 70-х. Moszkva : РИПОЛ классик, 2007. 443, [3] с. (Современные шахматы). ISBN 978-5-7905-5078-2.
- Шахматы как модель жизни, М., Эксмо, 2007. isbn = 978-5-699-22620-7 (a könyv először angolul jelent meg (How life imitates chess, ISBN 978-1-59691-387-5);
- Великое противостояние. Мои поединки с Анатолием Карповым. 3 kötetben:

1. kötet: 1975—1985. Moszkva : Рипол 448 с.: 32 c. ил. 496 с. ISBN 978-5-386-00946-5 (в сотрудничестве с Дмитрием Плисецким)
2. kötet: 1986—1987. Moszkva : Рипол классик, 2009, 496 с. ISBN 978-5-386-01673-9
3. kötet: 1988—2009 Moszkva : Рипол классик, 2009. ISBN 978-5-386-01673-9
Angol nyelven
- The Test of Time (Russian Chess) (1986, Pergamon Pr)
- World Chess Championship Match: Moscow, 1985 (1986, Everyman Chess)
- Child of Change: An Autobiography (1987, Hutchinson)
- London–Leningrad Championship Games (1987, Everyman Chess)
- Unlimited Challenge (1990, Grove Pr)
- The Sicilian Scheveningen (1991, B.T. Batsford Ltd)
- The Queen's Indian Defence: Kasparov System (1991, B.T. Batsford Ltd)
- Kasparov Versus Karpov, 1990 (1991, Everyman Chess)
- Kasparov on the King's Indian (1993, B.T. Batsford Ltd)
- Garry Kasparov's Chess Challenge (1996, Everyman Chess)
- Lessons in Chess (1997, Everyman Chess)
- Kasparov Against the World: The Story of the Greatest Online Challenge (2000, Kasparov Chess Online)
- My Great Predecessors Part I (2003, Everyman Chess)
- My Great Predecessors Part II (2003, Everyman Chess)
- Checkmate!: My First Chess Book (2004, Everyman Mindsports)
- My Great Predecessors Part III (2004, Everyman Chess)
- My Great Predecessors Part IV (2004, Everyman Chess)
- My Great Predecessors Part V (2006, Everyman Chess)
- How Life Imitates Chess (2007, William Heinemann Ltd.)
- Garry Kasparov on Modern Chess, Part I: Revolution in the 70s (2007, Everyman Chess)
- Garry Kasparov on Modern Chess, Part II: Kasparov vs Karpov 1975–1985 (2008, Everyman Chess)
- Garry Kasparov on Modern Chess, Part III: Kasparov vs Karpov 1986–1987 (2009, Everyman Chess)
- Garry Kasparov on Modern Chess, Part IV: Kasparov vs Karpov 1988–2009 (2010, Everyman Chess)
- Garry Kasparov on Garry Kasparov, part I (2011, Everyman Chess)
- Garry Kasparov on Garry Kasparov, part II (2013, Everyman Chess)
- Garry Kasparov on Garry Kasparov, part III (2014, Everyman Chess)
- The Blueprint: Reviving Innovation, Rediscovering Risk, and Rescuing the Free Market (2013, W. W. Norton & Co)

## Sakkprogramjai
Az alábbi sakkprogramok jelentek meg a közreműködésével vagy a neve alatt:
- Kasparov’s gambit – kidolgozója a Heuristic Software, forgalmazója az Electronic Arts (1993), DOS-alapú[56]
- Virtual Kasparov – kidolgozója és forgalmazója a Titus Software (2001) PlayStation és Game Boy Advance platformon.[57]
- Kasparov Chessmate – kidolgozója a Learning Company, forgalmazója a Jamdat Mobile (2003), Ms Windows, Palm OS, Mac OS platformokon.

## Róla szóló könyvek
Edward Winter gyűjtése alapján:
- Garri Kasparov – the Chess Prodigy from Baku by E. Brøndum (Copenhagen, 1980)
- 60 partier 1978-80 (Strömstad, 1980)
- Garri Kasparov op weg naar de top by W.D. Hajenius (Nederhorst den Berg, 1983) – német kiadása (1983)
- Garrik Kasparow – Idol der Jugend by T. Lais (Nuremberg, 1983)
- My Games Gary Kasparov by D. Marović and Z. Klarić (London, 1983) – jugoszláv kiadása (1983)*
- Gari Kasparov 1981-1984 (Los Angeles, 1984)
- Kasparov by P. Morán (Madrid, 1984 and Madrid 2004*)
- Kasparov’s Best Games by K.R. Seshadri (Madras, 1984)
- Le Grand Maître Garri Kasparov by E. Gufeld (Paris, 1984)
- Kasparov protiv Karpova by D. Bjelica (Sarajevo, 1984)
- 208 partite di Garry Kasparov e il match di Londra by D. Zilberstein (Milan, 1984)
- Kaszparov by D. Solt (két kötet, Magyarország, 1984 and 1985)
- Garri Kasparow by V. Budde (Hollfeld, 1985)
- Schach-Weltmeister Garri Kasparow by V. Budde (Hollfeld, 1986)
- Kasparov’s Winning Chess Tactics by B. Pandolfini (New York, 1986)
- Garri Kasparov by A. Martín González (Barcelona 1986)
- ‘Gari Kasparov – the star of Baku’ by E. Gufeld (Athens, 1986)
- Garri Kasparov by E. Gufeld (Tbilisi, 1987)
- Garri Kasparov (Moscow, 1988)
- Gari Kasparov by D. Marović (Zagreb, 1988)
- Garri Kasparov by M. Yudovich (Moscow, 1988), angol és spanyol kiadás is
- Kasparows Schacheröffnungen by O. Borik (Niedernhausen/Ts., 1989) – angol kiadása (1991)
- Kaszparov fehéren-feketén by Adorján András (Budapest, 1989) – német kiadása (Quo vadis, Garry?, Mannheim, 1990)
- How to Beat Gary Kasparov by R. Keene (London, 1990)
- Kasparov’s Opening Repertoire by L. Shamkovich and E. Schiller (London, 1990 és Bronx, 2012)
- Mit Kasparow zum Schachgipfel by A. Nikitin (Berlin, 1991) – orosz kiadása (Moszkva, 1998)
- Toxic Precision by B. Long (Davenport, 1991)
- Kasparov (1) 222 partidas (Madrid, 1991)
- K x K, a perestróika no tabuleiro by H.A. Carvalho and R. Filguth (Curitiba, 1991)
- Führende Schachmeister der Gegenwart Garri Kasparow by L. Steinkohl (Maintal, 1992)
- Gary Kasparov’s Best Games by R. Keene (London, 1993)
- Mortal Games by F. Waitzkin (New York, 1993)
- Kasparov by A. Nikitin (Paris, 1994) – spanyol fordításban is
- Wie schlägt man den Weltmeister? by D. Kohlmeyer (Frankfurt am Main and Leipzig, 1995)
- Partidas inmortales by W. Jorge (nyolc kötet: Argentina, 1990-es évek közepe)
- Kasparov Plays the Sicilian Defense by S. Shestakov (Moscow, 1996)*
- 100 Chess Sacrifices of Kasparov by G. Oganessian (Yerevan, kb. 1996)
- Kasparov Plays the Sicilian Defense by S. Shestakov (Moscow, 1996)*
- O Xadrez Magistral de Gar[r]y Kasparov by D. Sokolik (két kiadás, Rio de Janeiro, 1996 and 1997)
- K&K Die unendliche Geschichte by N. Heymann (Maintal, 1997)
- Garri Kasparow Stationen eines Weltmeisters 1995-2000 by H. Wieteck (Homburg, 2002)*
- 10 Pobed Kasparova v Super Turnirakh (Ukraine, 2002)*
- Sygrajte kak Kasparov by I.M. Linder (Moscow, 2004)*
- Learn from Garry Kasparov’s Greatest Games by E. Schiller (New York, 2005)
- Garry Kasparov’s Greatest Chess Games, volume 1 by I. Stohl (London, 2005) – spanyol. francia és német fordításban is*
- Garry Kasparov’s Greatest Chess Games, volume 2 by I. Stohl (London, 2006) – spanyol. francia és német fordításban is *
- Kasparov’s Fighting Chess 1993-1998 by T. Károlyi and N. Aplin (London, 2006)
- Kasparov’s Fighting Chess 1999-2005 by T. Károlyi and N. Aplin (London, 2006)
- The Chess Greats of the World: Kasparov by D. Lovas (Kecskemét, 2006)
- Kasparov’s Sicilian Strategies by R. Keene (Aylesbeare, 2006)
- Kasparov: How His Predecessors Misled Him About Chess by T. Károlyi and N. Aplin (London, 2009)
- Garry Kasparov: Zhizn i igra by I. and V. Linder (Moscow, 2009)
- Win Like Kasparov! by R.W. Henley (Orlando, 2010).

## Díjai és kitüntetései
- Sakk-Oscar-díj: 11 alkalommal (1982–1983, 1985–1988, 1995–1996, 1999, 2001–2002)
- A Munka Vörös Zászló Érdemrendje – 1987. („a szovjet sakkiskola fejlesztéséhez történő aktív hozzájárulásért”[59]
- Keeper of the Flame Award (1991) – az Amerikai Biztonságpolitikai Központ kitüntetése;
- Népek Barátsága érdemrend (1994) – „a sakkművészet fejlődéséhez való jelentős hozzájárulásáért”[60]

## Emlékezetes játszmái
|    | |    |    |    |    |    |    |
|    | \| \| \| \| \| \| \| \| \| \| \| \| \| \| \| \| \| \| \| \| \| \| \| \| \| \| \| \| \| \| \| \| \| \| \| \| \| \| \| \| \| \| \| \| \| \| \| \| \| \| \| \| \| \| \| \| \| \| \| \| \| \| \| \| \| \| \| \| \| \| \| \| |    |    |    |    |    |    |
|    | |    |    |    |    |    |    |
| a8 | b8 | c8 | d8 | e8 | f8 | g8 | h8 |
| a7 | b7 | c7 | d7 | e7 | f7 | g7 | h7 |
| a6 | b6 | c6 | d6 | e6 | f6 | g6 | h6 |
| a5 | b5 | c5 | d5 | e5 | f5 | g5 | h5 |
| a4 | b4 | c4 | d4 | e4 | f4 | g4 | h4 |
| a3 | b3 | c3 | d3 | e3 | f3 | g3 | h3 |
| a2 | b2 | c2 | d2 | e2 | f2 | g2 | h2 |
| a1 | b1 | c1 | d1 | e1 | f1 | g1 | h1 |

| a8 | b8 | c8 | d8 | e8 | f8 | g8 | h8 |
| a7 | b7 | c7 | d7 | e7 | f7 | g7 | h7 |
| a6 | b6 | c6 | d6 | e6 | f6 | g6 | h6 |
| a5 | b5 | c5 | d5 | e5 | f5 | g5 | h5 |
| a4 | b4 | c4 | d4 | e4 | f4 | g4 | h4 |
| a3 | b3 | c3 | d3 | e3 | f3 | g3 | h3 |
| a2 | b2 | c2 | d2 | e2 | f2 | g2 | h2 |
| a1 | b1 | c1 | d1 | e1 | f1 | g1 | h1 |

- Kaszparov–Topalov, Wijk aan Zee (1999), Pirc-védelem, (B06), 1–0

Kaszparov egyik legszebb játszmája. A 24. Bxd4!! lépés után igazi tűzijáték kezdődik:
1. e4 d6 2. d4 Hf6 3. Hc3 g6 4. Fe3 Fg7 5. Vd2 c6 6. f3 b5 7. Hge2 Hbd7 8. Fh6 Fxh6 9. Vxh6 Fb7 10. a3 e5 11. 0-0-0 Ve7 12. Kb1 a6 13. Hc1 0-0-0 14. Hb3 exd4 15. Bxd4 c5 16. Bd1 Hb6 17. g3 Kb8 18. Ha5 Fa8 19. Fh3 d5 20. Vf4+ Ka7 21. Bhe1 d4 22. Hd5 Hbxd5 23. exd5 Vd6 (diagram) 24. Bxd4 cxd4 25. Be7+ Kb6 26. Vxd4+ Kxa5 27. b4+ Ka4 28. Vc3 Vxd5 29. Ba7 Fb7 30. Bxb7 Vc4 31. Vxf6 Kxa3 32. Vxa6+ Kxb4 33. c3+ Kxc3 34. Va1+ Kd2 35. Vb2+ Kd1 36. Ff1 Bd2 37. Bd7 Bxd7 38. Fxc4 bxc4 39. Vxh8 Bd3 40. Va8 c3 41. Va4+ Ke1 42. f4 f5 43. Kc1 Bd2 44. Va7 1-0
- Karpov–Kaszparov, világbajnoki döntő (1985), Szicíliai védelem, Paulsen-változat, Gary-csel, (B44), 0–1
- Kaszparov–Kramnyik, (1994), Szicíliai védelem, Szvesnyikov-változat (B33), 1–0
- Kaszparov–Portisch, Niksic (1983), Vezérindiai védelem, Kaszparov–Petroszján-változat, Petroszján-támadás (E12), 1–0
- Kaszparov–Ánand, (világbajnoki mérkőzés, 1995), Spanyol megnyitás, Karpov-csel (C80), 1–0
- Kaszparov–Karpov, (világbajnoki mérkőzés, 1986), Spanyol megnyitás, Flohr-rendszer (C92), 1–0

## Magyarul megjelent művei
- Játszd így a szicíliait!; összeáll. Németh Zoltán; Magyar Sakkvilág, Budapest, 2005 (Magyar sakkvilág füzetek)
- Sakk-matt! Első sakk-könyvem; ford. Cserepes Judit; Alexandra, Pécs, 2006
- Nagy elődeim; közrem. Dmitrij Pliszeckij, ford. Szalay Tibor; Chess-Press Sakk-Központ, Szeged, 2006–2008
  - 1. Mihail Botvinnik; 2006
  - 2. Euwétől Talig; 2006
  - 3. Tigran Petroszjan; 2007
  - 4. Borisz Szpasszkij; 2007
  - 5. Fischer és a Nyugat sztárjai; 2008
- Hogyan utánozza az élet a sakkot; ford. Vargyas Zoltán; Európa, Budapest, 2008
- Garri Kaszparov–Mig Greengard: Közeleg a tél. Miért kell megállítani Vlagyimir Putyint és a szabad világ ellenségeit?; ford. Hegedűs Péter, Garamvölgyi Andrea, Morvay Péter; HVG Könyvek, Budapest, 2015